# Deux Impromptus op. 12
Les Deux Impromptus op. 12 sont deux pièces pour piano du compositeur russe Alexandre Scriabine, écrites en 1895.